# Giuseppe Mentessi

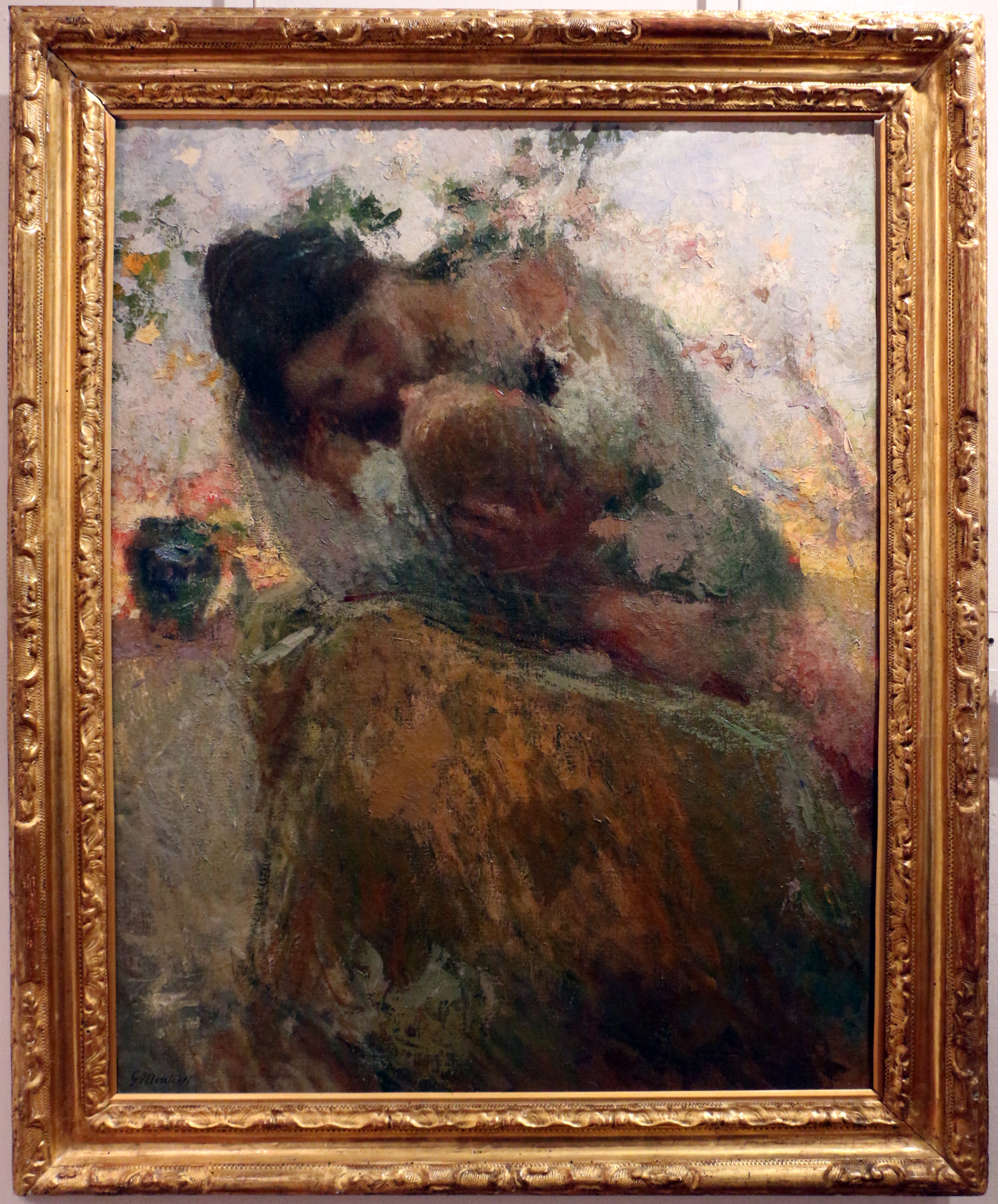
Das Ölgemälde Amor Materna

Giuseppe Mentessi (* 29. September 1857 in Ferrara; † 14. Juni 1931 in Milano) war ein italienischer Maler.
Mentessi war in Milano als Maler und Kunstlehrer tätig. Wiederkehrende Motive in seinen Gemälden sind Einsamkeit, Geborgenheit, Mutterschaft und Demut. Mentessi tendiert zu einem weichen, luftigen Malstil, der oft in Gegensatz zur emotionalen Schwere des Dargestellten steht. Stilistisch steht der Maler zwischen dem akademischen Stil und dem Symbolismus.